# ISO 3166-2:SS
ISO 3166-2:SS — стандарт Международной организации по стандартизации, который определяет геокоды. Является подмножеством стандарта ISO 3166-2, относящимся к Южному Судану.
Стандарт охватывает 10 штатов. Каждый код состоит из двух частей: кода Alpha2 по стандарту ISO 3166-1 для Южного Судана — SS и дополнительного кода, записанных через дефис. Дополнительный двухбуквенный код образован созвучно названию, аббревиатуре названия штата. Геокоды штатов Южного Судана являются подмножеством кодов домена верхнего уровня — SS, присвоенного Южному Судану в соответствии со стандартами ISO 3166-1.

## Геокоды Южного Судана
Геокоды 10 штатов административно-территориального деления Южного Судана.
| Геокод | Административная единица | Статус |
| ------ | ------------------------ | ------ |
| SS-EC  | Центральная Экватория    | штат   |
| SS-NU  | Верхний Нил              | штат   |
| SS-EW  | Западная Экватория       | штат   |
| SS-LK  | Озёрный                  | штат   |
| SS-BN  | Северный Бахр-эль-Газаль | штат   |
| SS-UY  | Эль-Вахда                | штат   |
| SS-EE  | Восточная Экватория      | штат   |
| SS-WR  | Вараб                    | штат   |
| SS-BW  | Западный Бахр-эль-Газаль | штат   |
| SS-JG  | Джонглий                 | штат   |

## Геокоды пограничных Южному Судану государств
- Эфиопия — ISO 3166-2:ET (на востоке),
- Кения — ISO 3166-2:KE (на юге),
- Уганда — ISO 3166-2:UG (на юге),
- Демократическая Республика Конго — ISO 3166-2:CD (на юге),
- Центральноафриканская Республика — ISO 3166-2:CF (на западе),
- Судан — ISO 3166-2:SD (на севере).